# Derschau
Derschau (polnisch Suchy Bór) ist eine Ortschaft in Oberschlesien. Der Ort liegt in der Gemeinde Chronstau (Gmina Chrząstowice) im Powiat Opolski in der Woiwodschaft Oppeln in Polen.

## Geographie

### Geographische Lage
Das Straßendorf Derschau liegt drei Kilometer südwestlich des Gemeindesitzes Chronstau (Chrząstowice) sowie acht Kilometer östlich der Kreisstadt und Woiwodschaftshauptstadt Opole (Oppeln). Der Ort liegt in der Nizina Śląska (Schlesische Tiefebene) innerhalb der Równina Opolska (Oppelner Ebene). Durch das Dorf fließt die Himmelwitzer Wasser. Im Norden, Osten und Süden grenzt Derschau an weitläufige Waldgebiete. Der Bahnhof Suchy Bór/Derschau liegt an der Bahnstrecke Tarnowskie Góry–Opole.

### Nachbarorte
Nachbarort sind im Nordosten der Gemeindesitz Chronstau (Chrząstowice) sowie im Norden Lendzin (Lędziny ).

## Geschichte

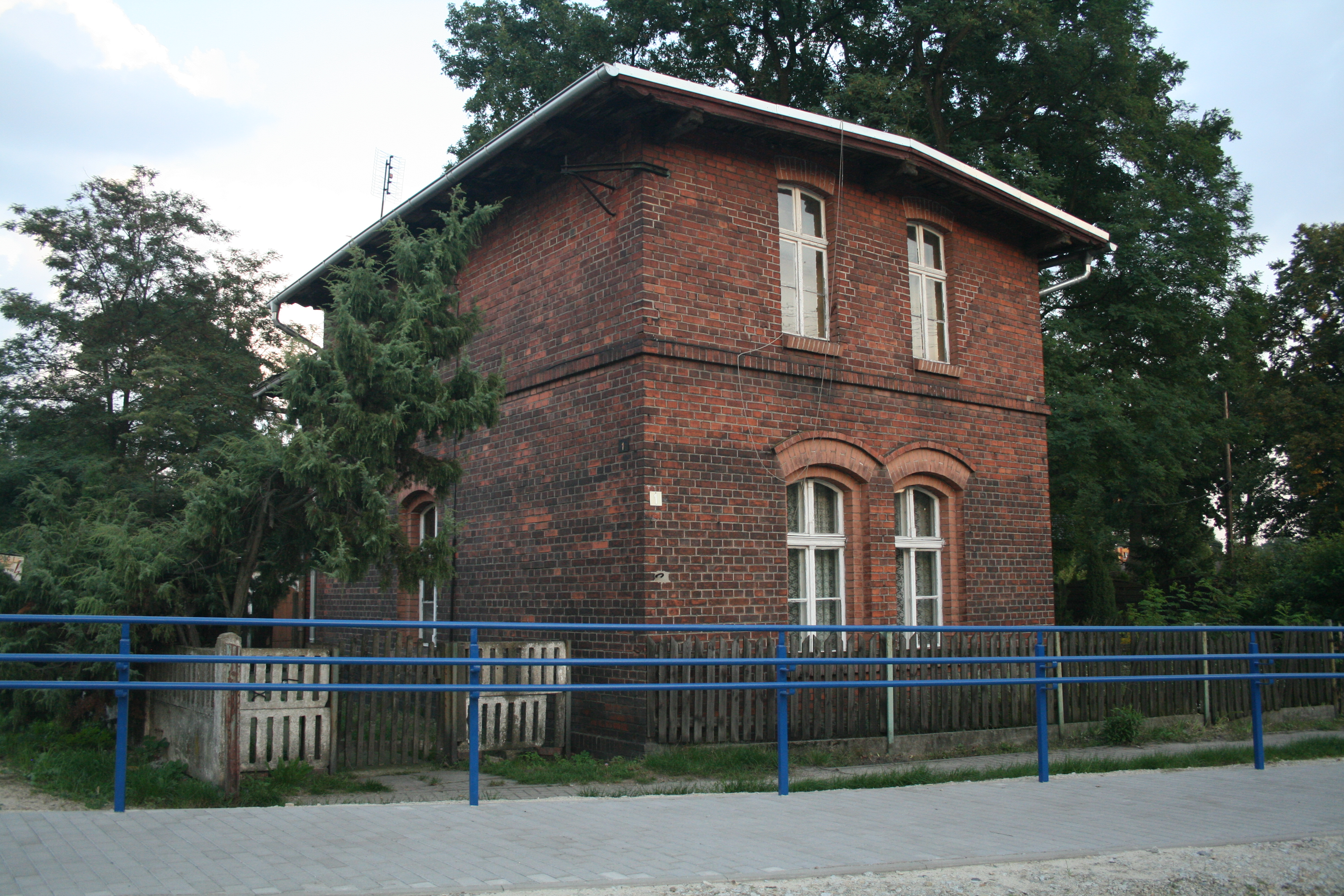
Bahnhofsgebäude von 1901

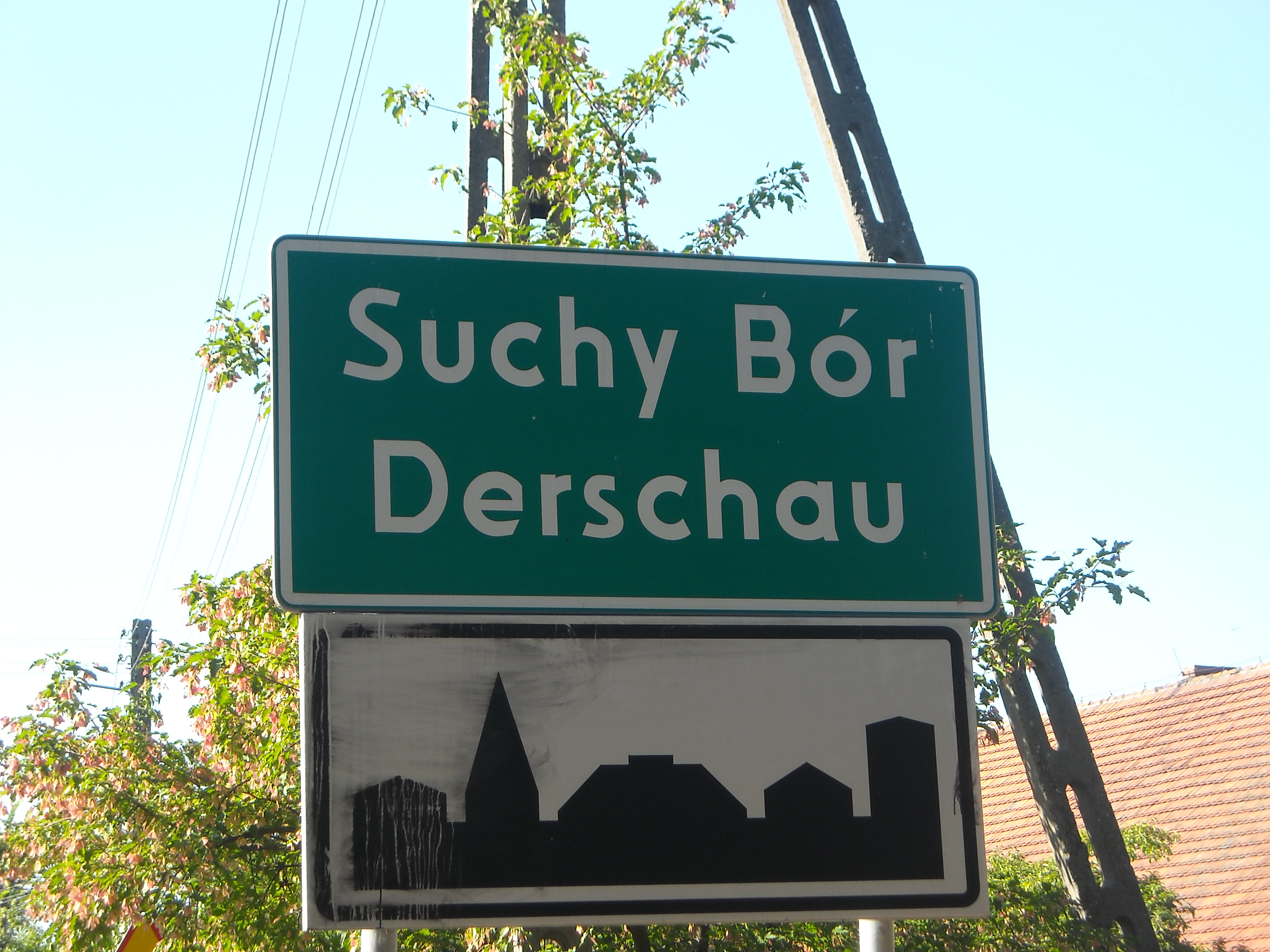
Zweisprachige Ortstafel

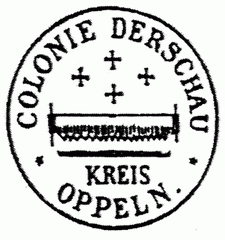
Siegel von Derschau

Laut einem Dekret des Preußenkönigs Friedrich der Große wurde das Kolonistendorf Derschau am 30. März 1773 gegründet. Durch den Forstmeister Burich aus Bolko wurde der Wald in der Dürrheide gerodet und hier eine neue Siedlung im Zuge der friderizianischen Kolonisation angelegt. Derschau ist somit das jüngste Dorf der Gemeinde.
Die Kolonie Derschau wurde im ähnlichen Stil wie andere Kolonien aufgebaut – als so genanntes Straßendorf. Alle Häuser waren gleich. Es waren Holzhäuser mit gemauerten Schornsteinen, mit einem Schindel- oder Strohdach. In jedem Haus waren ein Wohnzimmer, zwei Vorratskammern und ein Stall. Jedes Haus kostete den preußischen Staat 150 Taler. Eine Scheune und einen Schuppen musste jeder Kolonist selbst bauen. Brot wurde für das ganze Dorf in einer Bäckerei gebacken. In vier Ziehbrunnen holten Einwohner das Wasser. Die Siedler stammten aus Hessen, Württemberg, Thüringen, Österreich, Polen und den benachbarten Dörfern. Im Dorf gab es 20 „Stellen“ (Haushalte). Jeder Kolonist bekam 12 Morgen Acker, 4 Morgen Wiese, einen Morgen für den Garten und eine Weide.
1774 wurde im Ort eine evangelische Schule eingerichtet.
Nach der Neuorganisation der Provinz Schlesien gehörte die Landgemeinde Derschau ab 1816 zum Landkreis Oppeln im Regierungsbezirk Oppeln. 1845 bestanden im Dorf eine evangelische Schule und 30 Häuser. Im gleichen Jahr lebten in Derschau 173 Menschen, davon 56 evangelisch. 1858 durchquerte der erste Zug in Derschau die Strecke zwischen Oppeln und dem oberschlesischen Industriegebiet. 1861 zählte Derschau 20 Kolonistenstellen. 1874 wurde der Amtsbezirk Grundschütz gegründet, welcher die Landgemeinde Derschau, Grudschütz, Malino und Schulenburg und dem Gutsbezirk Grudschütz, Oberförsterei umfasste.
1901 wurden ein noch heute bestehendes Sägewerk und eine Bahnstation, die es heute ebenfalls noch gibt, gebaut. Gründer des Sägewerks waren Friedrich Stelling und der Kolonist Giesa. Doch oft wechselten die Besitzer des Werkes. Als letzter war der Kaufmann Berthold Winkler bis zum Zweiten Weltkrieg sein Verwalter. 1906–1907 baute Oppeln am Rande des Dorfes Derschau ein Erholungsheim für Kinder mit Atemwegserkrankungen (nach 1945: Ośrodek Rehabilitacji Dzieci i Młodzieży). Bei der Volksabstimmung in Oberschlesien am 20. März 1921, die in der Gegend von bürgerkriegsähnlichen Zuständen begleitet wurde, stimmten in Derschau 179 Personen für einen Verbleib bei Deutschland und 77 für Polen. Derschau verblieb wie der gesamte Stimmkreis Oppeln beim Deutschen Reich.
1945 kam der bisher deutsche Ort unter polnische Verwaltung, wurde der Woiwodschaft Schlesien angeschlossen und in Suchy Bór umbenannt. 1950 kam der Ort zur Woiwodschaft Oppeln. 1999 kam der Ort zum wiedergegründeten Powiat Opolski.
Am 25. Januar 2006 wurde in der Gemeinde Chronstau Deutsch als Hilfssprache und im Mai 2008 wurden zusätzliche deutsche Ortsnamen eingeführt. Heute existiert in Derschau das Freibad Aquapark an der Hauptstraße ulica A. Pawlety sowie zwei Lebensmittelgeschäfte, „GS Chrząstowice“ an der Hauptstraße ulica A. Pawlety und „ABC Sklep“ in der ulica 1. maja.

### Namensgebung
Den Namen Derschau verlieh der Kolonie die Kriegs- und Domänenkammer in Breslau im Jahre 1774. Die Einheimischen nannten die Siedlung „Drze Heide“, um sie von den Sumpfgebieten in Lendzin und Chronstau zu unterscheiden. In der Tat verfügte die Kolonie größtenteils über dürre Sandböden.

### Einwohnerentwicklung
Die Einwohnerzahlen Derschaus:
| Jahr | Einwohner |
| ---- | --------- |
| 1784 | 99        |
| 1830 | 141       |
| 1844 | 173       |
| 1855 | 181       |

| Jahr | Einwohner |
| ---- | --------- |
| 1861 | 202       |
| 1900 | 360       |
| 1933 | 570       |
| 1939 | 611       |

## Sehenswürdigkeiten

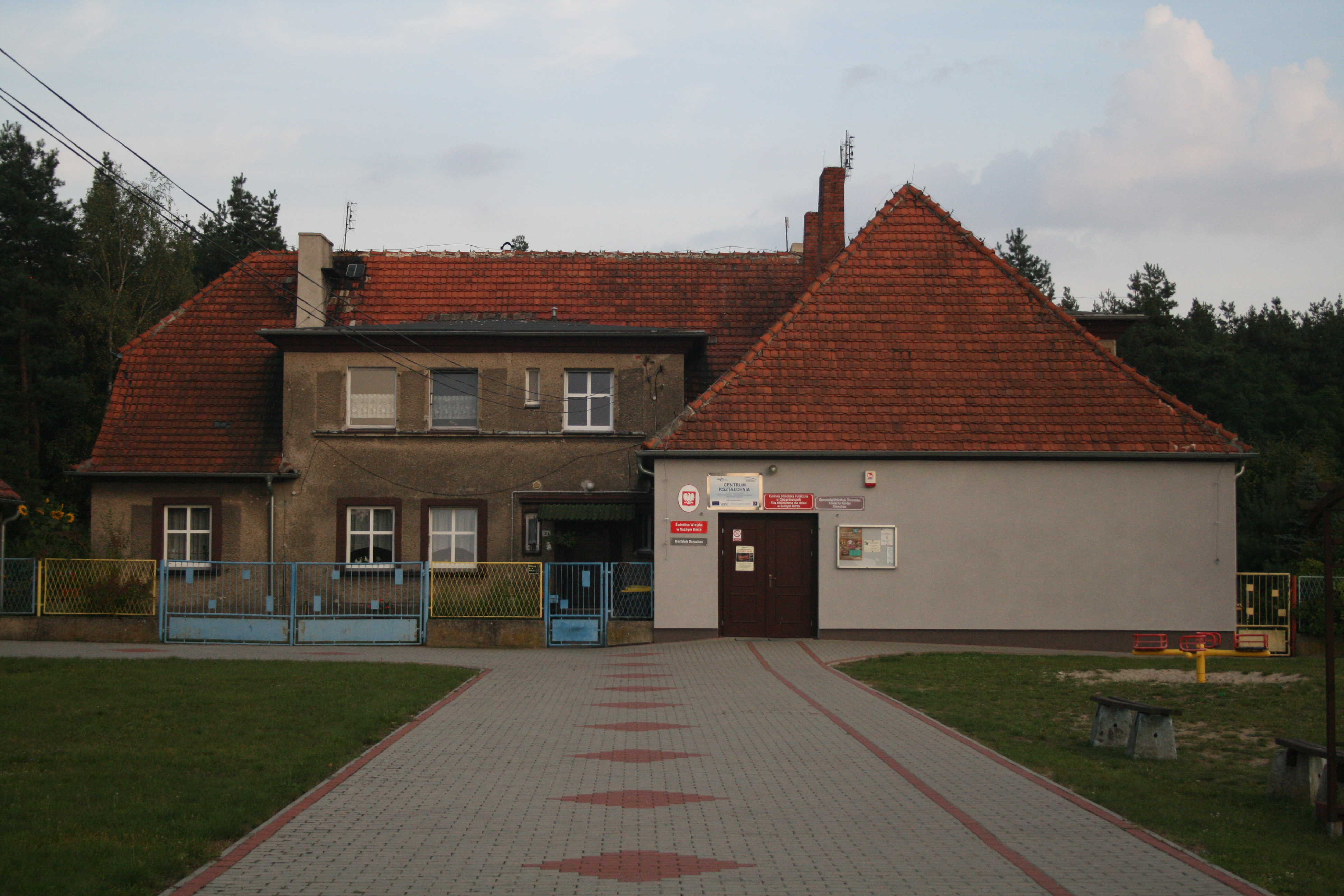
Schule in Derschau

Blick auf das Derschauer Sägewerk

- Die römisch-katholische Kreuzkirche (poln. Kościół Podwyższenia Krzyża Świętego) wurde von 1981 bis 1982 auf Anregung des Pfarrers Ernest Kubon erbaut. Sie wurde anstelle der alten Tischlerwerkstatt der Familie Jończyk aufgebaut. Der Kirchenbau wurde 1984 eingeweiht. 2006 wurde die Pfarrei gegründet.[8]
- Schulhaus in Derschau: Die erste Schule Derschaus wurde 1774 gebaut. Es war eine evangelische Schule ausschließlich für Kinder aus Derschau. 1895 wurde eine neue Schule gebaut.
- Denkmal für die Gefallenen beider Weltkriege auf dem Friedhof

## Vereine
- Deutscher Freundschaftskreis
- Freiwillige Feuerwehr OSP Suchy Bór

## Persönlichkeiten
- Olaf Schmidt (1943–2024), deutscher Holzbiologe und Hochschullehrer